# 典範轉移
典範轉移（英語：paradigm shift），又稱範式轉移，是美國科學哲學家湯瑪斯·孔恩的著作《科學革命的結構》中的重要觀念，主要用於解釋科學史的發展，以及常態科學（Normal science）時期科學家如何從事研究工作。雖然“典範”（paradigm，也作“范式”或“派典”）一詞在孔恩這部著作裡佔有舉足輕重的地位，但孔恩並沒有賦予典範一個明確的定義。狹義上來說，典範是一個科學社群對於「應該如何從事研究」的共識，因此典範可以是一些成功的科學研究案例。像是亞里斯多德對物體運動的分析，或像是馬克斯威爾提出的用於描述電磁場的四條數學方程式。通常這些重大的科學成就都記錄於教科書中，比如牛頓就在《自然哲學的數學原理》（拉丁語：Philosophiæ Naturalis Principia Mathematica）中提出了著名的牛頓三大運動定律，又比如中世紀托勒密所寫的《至大論》，就是地心說理論的集大成者。除了描述理論的內容外，教科書中也常提及這些理論的實際應用，以及利用這些理論解決實際問題時所需的數學技巧等，這些也都包含在廣義的典範定義。。
但典範並非固定不變的概念，當典範尚未確立之時，科學發展仍處於前典範時期（pre-paradigm science）。隨著典範的確立，科學發展進入常態科學時期（normal science）。如果典範遭遇到挑戰，便進入科學革命時期（scientific revolution），有時也被稱作非常態科學時期（extraordinary science）。如果此時出現了一個足以挑戰原有典範的新典範，就會進入新的常態科學時期（new normal science），此即典範轉移的過程。
如果思想上因为无法适应或主观上拒绝接受逻辑关系变化从而产生功能性认知障碍，造成决策取舍和行动选择都落后于现实发展，这种无法有效适应范式转移的情况称为范式瘫痪（paradigm paralysis）。常见的例子是面对技术革新的快速蔓延时一些传统的市场领跑者因为路径依赖和沉没成本等因素影响决策判断，从而无法及时理性的进行足够的相应产业升级，使其丧失转型时机变成了夕阳产业最终被市场淘汰。

## 社會科學
在庫恩看來，單一主導範式的存在是自然科學的特徵，而哲學和大部分社會科學的特徵是“關於基本原理的主張、反主張和辯論的傳統”。其他人將庫恩的範式轉變概念應用於社會科學。

### 案例
- 被稱為認知革命的運動擺脫了行為主義的心理學方法，並接受了認知作為研究人類行為的核心。
- 人類學家 法蘭茲·鮑亞士 整合了其關於文化歷史和發展的理論，並建立了一個在隨後幾年主導美國人類學的計劃。考慮到科學種族主義和優生學在許多致力於研究人類和社會的大學和機構中占主導地位，他的研究以及他的其他同事的研究反對並揭穿了當時學者們的主張。最終人類學將採用整體方法，利用四個子類別來研究人類：考古學、文化學、進化論和語言人類學。
- 在19世紀末與20世紀初，社會學家與其他社會科學家一起發展並採用了反實證主義方法論，試圖在研究與文化、社會和行為有關的人類活動時堅持主觀視角。這與實證主義形成鮮明對比，後者從自然科學中使用的方法論中汲取影響。
- 1879年由費迪南·德·索緒爾首次提出，印歐語言學中的喉音學說假定原始印歐語中存在“喉音”輔音，這一理論在赫梯語的發現中得到證實。20世紀初。該理論此後被絕大多數語言學家所接受，為原始印歐語句法和語法規則的內部重建建立主要基礎，被認為是自最初發現印歐語係以來語言學最重要的發展之一。[4]
- 考古學家採用放射性碳測年法被認為是一種範式轉變，因為它極大地增加了考古學家可以可靠地對物體進行測年的時間深度。同樣，使用激光雷達對文化景觀進行遠程地理空間成像，以及從過程考古學向後過程考古學的轉變，都被考古學家稱為範式轉變。[5]
- 由 Boris Kerner 在車輛交通科學中創建的三相交通理論的出現，作為經典（標準）交通流理論的替代理論。[6]

## 批評
Martin Cohen 將範式轉變的概念描述為一種知識病毒—從硬科學傳播到社會科學，再傳播到藝術，甚至傳播到日常政治言論。Cohen 聲稱庫恩對它可能意味著什麼只有一個非常模糊的想法，並與科學哲學家保羅·費耶阿本德一致，指責庫恩從他的理論的更激進的含義中撤退，即科學事實永遠不過是流行的觀點，這些觀點的流行是短暫的，遠非決定性的。庫恩說，科學知識不像通常描述的那樣確定，而且科學和知識通常不是庫恩描述的那種“非常明智和令人放心的可靠事物”，其中涉及週期性的範式轉變，其中許多舊的確定性被放棄是為了開闢新的理解方法，而科學家以前從未認為這些方法是有效的。他認為信息級聯會扭曲理性的科學辯論。他專注於健康問題，包括高度媒體化的“流行病”警報的例子。

## 外部連結
- MIT 6.933J - The Structure of Engineering Revolutions （页面存档备份，存于）. From MIT OpenCourseWare, course materials (graduate level) for a course on the history of technology through a Kuhnian lens.
- （页面存档备份，存于） From Puzzles with a Purpose, A Kuhnian illustration of a worrisome implication for technology.
- 國家教育研究院 雙語詞彙、學術名詞暨辭書資訊網 典範轉移 （页面存档备份，存于）